# 西沃萊加地區
西沃萊加地區（Mirab Welega Zone）是埃塞俄比亞西南部奧羅米亞州的12個地區之一，面積約23,788平方公里，南面是甘貝拉州，西臨蘇丹，北面接壤本尚古勒-古馬茲州。根據埃塞俄比亞中央統計局2005年的資料，西沃萊加地區人口約2,180,718，其中男性1,077,575人，女性1,103,143人，人口密度為每平方公里91.67人。10.9%人口居住在市區。